# Tennistoernooi van Båstad

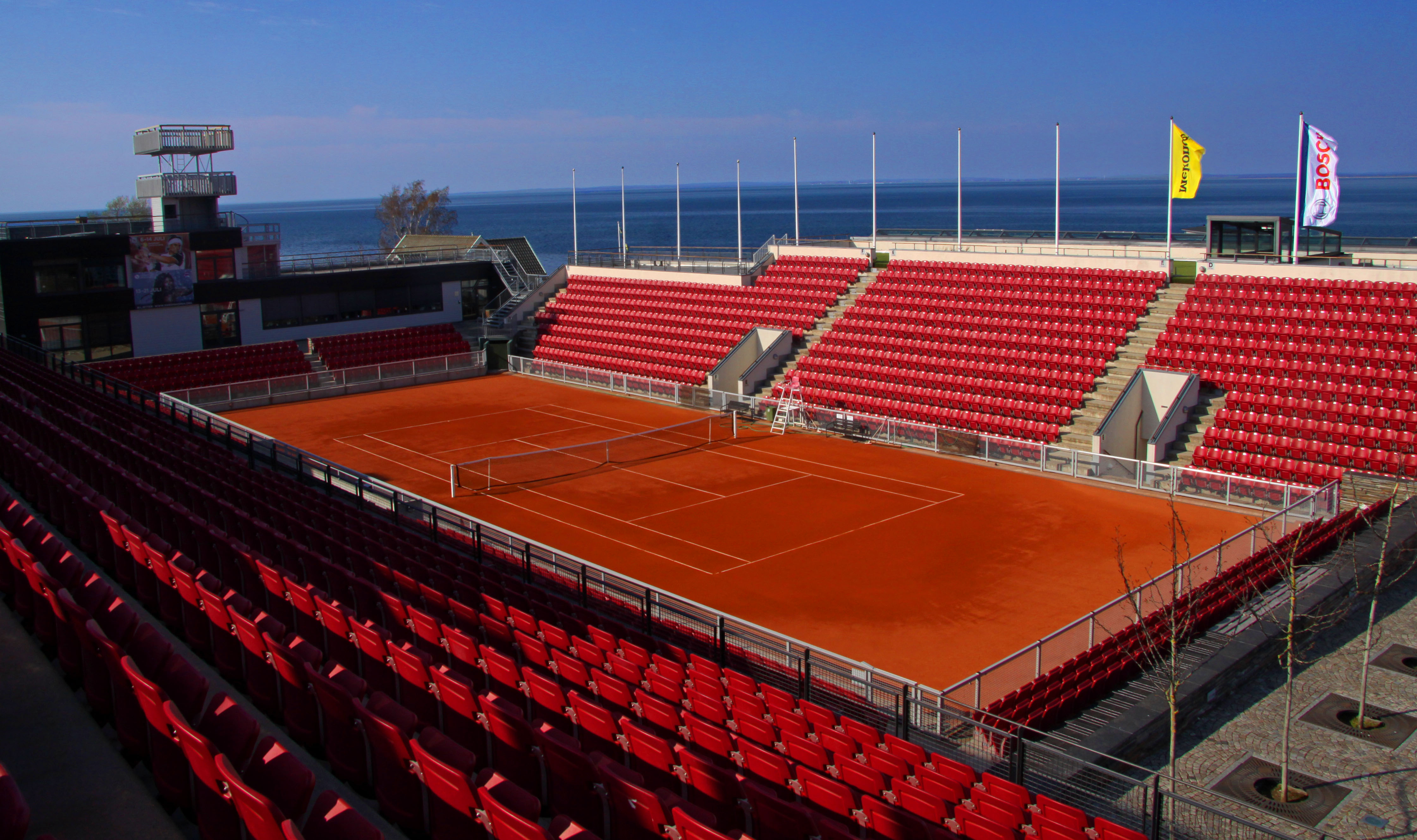
Gravelbaan van het Båstad Tennisstadion

Het tennistoernooi van Båstad is een jaarlijks terugkerend tennistoernooi dat wordt gespeeld op de gravelbanen van het Båstad Tennisstadion in de Zweedse plaats Båstad. De officiële naam van het toernooi is Swedish Open.
Het toernooi bestaat uit twee delen:
- WTA-toernooi van Båstad, het toernooi voor de vrouwen (Collector Swedish Open)
- ATP-toernooi van Båstad, het toernooi voor de mannen (SkiStar Swedish Open)

ATP-toernooi van Båstad‎ – WTA-toernooi van Båstad

2009 · 2010 · 2011 · 2012 · 2013 · 2014 · 2015 · 2016 · 2017 · 2018 · 2019 · 2020 · 2021 · 2022 · 2023 · 2024